# Dona amb barret i coll de pell
Dona amb barret i coll de pell (Marie-Thérèse Walter), pintat el 4 de desembre de 1937 a París, és una pintura de Pablo Picasso que representa Marie-Thérèse Walter, companya de l'artista entre els anys 1927 i 1935, aproximadament.

## Descripció
Marie-Thérèse apareix representada en bust amb unes formes anguloses, amb un cromatisme viu en què predomina el vermell del vestit i el barret, i el verd dels cabells. La distorsió de la forma és molt evident així com la divergència de la mirada uns trets físics molt afilats, remarcats per a uns dibuixos de color blau que a la manera d'un tatuatge omplen part del seu rostre i originen una nova metamorfosi en la representació de Marie-Thérèse.
L'obra ens mostra la seva companya, mare de la seva filla Maya, molt més convencional i exempta de dramatisme. Tot i la distorsió de la forma, la divergència de la mirada i l'angulositat dels trets fisonòmics, aquest retrat és fàcilment identificable, ja que, com els que va fer en aquest mateix moment de Nusch Éluard, la segona esposa de Paul Éluard, i de Dora Maar, conserva els trets essencials de la retratada.

## Història
Cap al 1932, Picasso va començar una sèrie de retrats de dona, a vegades asseguda, a vegades adormida, molt diferents dels que havia fet fins aleshores. Durant bastants anys no es va identificar la model, ja que l'existència de Marie- Thérèse Walter a la vida de Picasso no es va conèixer fins molt de temps després, quan Françoise Gillot, en el seu llibre Vivre avec Picasso, va fer pública aquella relació.
Vers 1927 Marie-Thérèse va entrar a la vida de Picasso, quan aquest encara estava casat amb Olga Koklova, la mare del seu fill Paulo. Els primers retrats que li va fer, dibuixos i litografies, han estat interpretats pels especialistes com obres que transmeten la càrrega eròtica pròpia d'un amor clandestí amb una clara voluntat de dissimular els trets de la jove amant per tal que no sigui reconeguda. En aquest mateix moment, Picasso representava Olga i Paulo amb rostres que recorden els de Jean Auguste Dominique Ingres o els dels clàssics, gairebé com si fossin una Madona amb l'infant de Rafael; a Marie- Thérèse, en canvi la va representar més evanescent i en un estil metamòrfic, que en part procedeix del surrealisme i que va donar lloc a constants transformacions.
Només cal comparar la imatge que ofereix de la seva nova companya a les pintures La butaca vermella (Art Institute of Chicago), Dona asseguda (Musée Picasso, París) o Marie Thérèse asseguda, (Musée Picasso, París). Tot i així, sovint se la pot identificar pels seus cabells rossos tallats curts, els ulls clars, la cara rodona i el perfil clàssic, que a vegades Picasso va dibuixar insòlitament retallat.
També es va inspirar en la jove model per a nombroses escultures que va realitzar al seu nou taller d'escultura, que va instal·lar en un castell del segle xvii que havia adquirit el 1930 a Boisgeloup. Precisament algunes de les pintures que Picasso havia fer els anys immediatament anteriors, de formes marcadament escultòriques, preludiaven aquest renovat interès del malagueny per l'escultura.
El canvi que es produeix en l'obra de Picasso el 1931 havia portat alguns especialistes a pensar que es devia a la irrupció de Marie- Thérèse Walter en la vida del pintor. El fet és que, com ja s'ha dit, la seva relació s'havia iniciat uns quants anys abans, tot i que és en aquesta data que Marie- Thérèse s'instal·la a casa del pintor iI aquest la comença a retratar d'una manera més directa, amb els trets fisonòmics més pròxims a la realitat. De fet, Picasso va passar de representar-la en un primer moment amb un gran candor a donar-li una nova imatge més en consonància amb el paper que ocupava en la seva vida.
Els nombrosos retrats de Marie- Thérèse com els esmentats amb anterioritat posen en relleu les transformacions que du a terme Picasso mitjançant la deformació de les figures, en un procés que els especialistes han qualificat de metamorfosis d'estil. Així, el rostre de la jove, que es va allunyant de la bellesa clàssica per apropar-se a un cert primitivisme, apareix gairebé sempre simultàniament de cara i de perfil, atès que el pintor fusiona en una sola imatge la visió frontal del rostre amb la de perfil. Al mateix temps, Picasso incorpora en aquests retrats plens de color unes tonalitats grogues i violetes que Gauguin ja havia utilitzat abans. La figura representada gairebé sempre de manera frontal, amb una postura immòbil que recorda la de les madones medievals, però que esdevé una deessa de l'amor i de la fertilitat amb el seu cos de corbes amples, voluptuoses i sensuals.

## Anàlisi
Hi ha una relació molt directa entre aquesta pintura i altres del mateix any relacionades amb la Guerra Civil espanyola i, molt especialment, amb les figures de dones plorant que pinta el mateix 1937, després del Guernica, amb un cromatisme exageradament viu i amb un dibuix de traç gruixut que delimita els contorns, en les quals Picasso utilitza un llenguatge derivat del Cubisme però reinterpretat a través del Surrealisme.
A través de la prolífica iconografia en què la joventut i la personalitat de la seva companya queda sotmesa a mil transfiguracions metamòrfiques, l'artista converteix la model en una icona de la sensualitat a través d'un llenguatge pictòric en el qual la distorsió de formes suposa la consolidació de l'anomenat estil Picasso que va marcar les claus del llenguatge artístic del segle xx.
Aquest retrat constitueix al mateix temps l'epíleg de la confrontació entre les dues models essencials d'aquest moment- la mateixa Marie-Thérèse i Dora Maar- i del Guernica, obra cabdal de l'art del segle xx.

## Picasso al MNAC
El 16 de desembre de 2004, quan el Museu Nacional d'Art de Catalunya va obrir les portes en el remodelat Palau Nacional de Montjuïc, amb la incorporació de les col·leccions d'art del segle xix i de les primeres dècades del segle xx procedents del desaparegut Museu d'Art Modern, es va fer evident que les seves col·leccions tenien alguns buits, especialment pel que fa a les avantguardes. Una de les grans absències era la de Picasso, tant pel fet indiscutible de ser l'artista més important del segle passat, com pels lligams que va mantenir amb Barcelona.
En les dècades de 1920 i 1930 la Junta de Museus va orientar la seva política d'adquisicions a la compra gairebé exclusiva d'obres d'artistes noucentistes, tot deixant de banda l'art més innovador. Aquesta realitat va ser en part esmenada gràcies a la donació que el mateix Picasso va fer l'any 1919 de la seva pintura Arlequí (1917), i a l'ingrés al museu, el 1932, de la Col·lecció Plandiura, que incloïa un extraordinari conjunt de 22 obres de Picasso, entre pintures i dibuixos, de les quals destacaríem els olis L'espera (Margot) (1901),La nana (1901), El foll (1904), i Retrat de la senyora Canals (1905). Aquestes obres, que el 1934 van conformar una sala dedicada a Picasso en el Museu d'Art de Catalunya i, després de 1945, al Museu d'Art Modern, van passar a formar part del Museu Picasso de Barcelona arran de la seva creació l'any 1963, juntament amb la col·lecció de 13 dibuixos que l'artista malagueny procedents del llegat de Lluís Garriga i Roig, que havia ingressat el 1953 als Museus d'Art de Barcelona.
Aquesta circumstància històrica irreversible va motivar que el president del Patronat del MNAC assumís el repte d'aconseguir que una obra de Picasso entrés a les col·leccions del MNAC. Així doncs, aquesta pintura va ser adquirida per l'Estat, a través del Ministeri de Cultura d'Espanya i amb la conformitat del Ministeri d'Economia i Hisenda, en una operació de dació en concepte de pagament d'impostos d'ABERTIS Infraestructuras.
El MNAC, per poder oferir al públic l'abast de la seva magna creativa, i per tal de poder mostrar aquesta obra en un marc més ampli, va gestionar el dipòsit d'una sèrie d'obres de Picasso amb la finalitat d'instal·lar, encara que fos temporalment, una sala Picasso en el recorregut de les col·leccions d'art modern. Aquest dipòsit, integrat per 8 obres poc conegudes de Picasso que procedeixen de la col·lecció de Catherine Hutin, es va fer per un any.
Les 8 obres de Picasso que formen part del dipòsit pertanyen a tres etapes diferents de la producció picassiana, concretament als anys 1917- 1920, 1928-1929 i 1937-1939. Les dues obres de cronologia més antiga daten de l'època en què el pintor col·laborava amb els Ballets Russos i havia iniciat una etapa de retour a l'ordre. En l'oli titulat Home en una butaca (1917), Picasso manté encara vigents els cànons del Cubisme sintètic i un tractament geomètric de les formes, mentre que Natura morta amb fruitera (1920) correspon a l'etapa més decorativa del Cubisme.
Pel que fa a les quatre obres datades entre 1928 i 1929, s'inscriuen en el vessant eròtic del pintor. Són obres pintades sota la influència del surrealisme en les quals és palesa la gran llibertat i al mateix temps la violència amb què el genial pintor afrontava en aquest moment la creació artística.
Finalment, les altres dues obres corresponen als retrats de Nusch, la segona esposa del poeta Paul Éluard, i de Dora Maar, la nova companya de Picasso després de Marie-Thérèse Walter, que Picasso va utilitzar de models cap a la darreria de la dècada de 1930. Aquestes representacions femenines, especialment les de les dues models que ocupen la vida i l'obra de Picasso en aquest moment, són també un vehicle pictòric per traslladar la seva denúncia i el seu estat d'ànim. La distorsió de les formes, gènesi de les figuracions monstruoses, serà un altre transmissor de l'agressivitat de la vida quotidiana.

## Exposicions
- Picasso. De la caricatura a les metamorfosis d'estil, Barcelona, Museu Picasso, 18/2- 18/5/2003.